# Кацкий стан
Кацкий стан, Кацкая волость, а также Кадка — историческая территория, в прошлом административно-территориальная единица в составе Угличского уезда. Первоначально упоминается как волость, затем стан в источниках XV — XVIII века. Столица волости — село Хороброво. Название получила по реке Кадке. Сохранившиеся до XXI века особенности говора и быта местных жителей (т. н. «кацкарей») сделали местность точкой притяжения для этнографического туризма.

## История
В 1461 году местность впервые упоминается в духовной грамоте Василия Тёмного:
А у сына своего у Андрея у Большого из удела даю своей княгине… Кадку
1476 год. Удельный угличский князь Андрей Большой Горяй пишет «данную грамоту» угличскому Покровскому монастырю, в которой содержится описание Кацкого края с упоминанием большого числа селений.
14 февраля 1521 года. День кончины удельного угличского князя Дмитрия Жилки и последующего «обнародования» его завещания. В нём уже упоминаются не только некоторые кацкие селения, но и некоторые кацкие помещики.
25 января 1534 года. Этим числом датируется список (то есть копия) со «второй жалованной грамоты» умершего в 1533 году великого князя московского Василия III угличскому Покровскому монастырю, в которой впервые сообщается прямо, что Кадка — это волость и ею управляют «волостели каддския».
1572 год, июнь-август. В духовной грамоте Ивана Грозного сообщается, что столицею волости Кадки было село Хороброво.
В 1575 году царь Иван Грозный передал московскому Новодевичью монастырю последние свободные кацкие земли — село Хороброво с окрестными деревнями. Волость Кадка сменилась Кацким станом, который официально просуществовал до 1777 года.
1585 год. Документ называется так: «Жалованная грамота благовернаго царевича Дмитрия Иоанновича Углическаго в той же Покровской монастырь». Местность именуется уже не волость Кадка, а Кацкий стан.
1596—1597 годы. «Князь Дмитрей Бельской со товарыщи» составляют книги письма и меры Угличского уезда — это для того, чтобы упорядочить сбор поземельного налога.
В 1708 году страна была впервые разбита на восемь губерний. Угличский уезд, к которому относился Кацкий стан, был в составе в 1708—1727 годах Санкт-Петербургской (её ещё называли Ингерманландская), а в 1727—1777 годах — Московской.
Указом Петра I от 29 апреля 1719 года уезды сменились провинциями, и Кацкий стан стал, соответственно, частью Угличской провинции.
По административной реформе Екатерины II от 23 февраля 1777 года было учреждено Ярославское наместничество, в котором царским указом от 3 августа 1777 года село экономического ведомства Мышкино преобразовали в город Мышкин, нарезав к нему свой уезд. Кацкие земли целиком вошли в Мышкинский уезд Ярославского наместничества. Уже в 1797 году Ярославское наместничество преобразовали в Ярославскую губернию.
Станы были упразднены, однако «Кацкий стан» как название местности было обиходным вплоть до начала XIX века.

## Современная топонимия
В соответствии с административно-территориальным делением конца XX-начала XXI века местность располагается на крайнем западе Ярославской области вдоль берегов реки Катка. Местные краеведы пропагандируют территорию для въездного туризма под наиболее архаичным названием «Кадка». Поскольку бассейн реки поделен между тремя современными районами — Некоузским (верхнее течение), Мышкинским (среднее течение) и Угличским (нижнее течение) — в местном краеведческом издании выделяют субтопонимы «Верхняя Кадка», «Средняя Кадка» и «Нижняя Кадка».